# Caullery
Caullery ist eine französische Gemeinde mit 464 Einwohnern (Stand: 1. Januar 2022) im Département Nord in der Region Hauts-de-France. Sie gehört zum Arrondissement Cambrai und ist Mitglied im Gemeindeverband Communauté d’agglomération du Caudrésis et du Catésis. Die Bewohner nennen sich Caulleresiens und Caulleresiennes.

## Geografie
Die Gemeinde Caullery liegt 15 Kilometer südöstlich von Cambrai. Sie grenzt im Norden an Ligny-en-Cambrésis, im Osten und im Südosten an Clary und im Südwesten und im Westen an Walincourt-Selvigny.

## Bevölkerungsentwicklung
| Jahr                       | 1962 | 1968 | 1975 | 1982 | 1990 | 1999 | 2008 | 2013 | 2020 |
| Einwohner                  | 590  | 547  | 534  | 489  | 436  | 448  | 474  | 438  | 457  |
| Quellen: Cassini und INSEE |      |      |      |      |      |      |      |      |      |

## Sehenswürdigkeiten
- Kirche Notre-Dame-de-la-Nativité
- Kapelle Saint-Roch
- Wasserturm

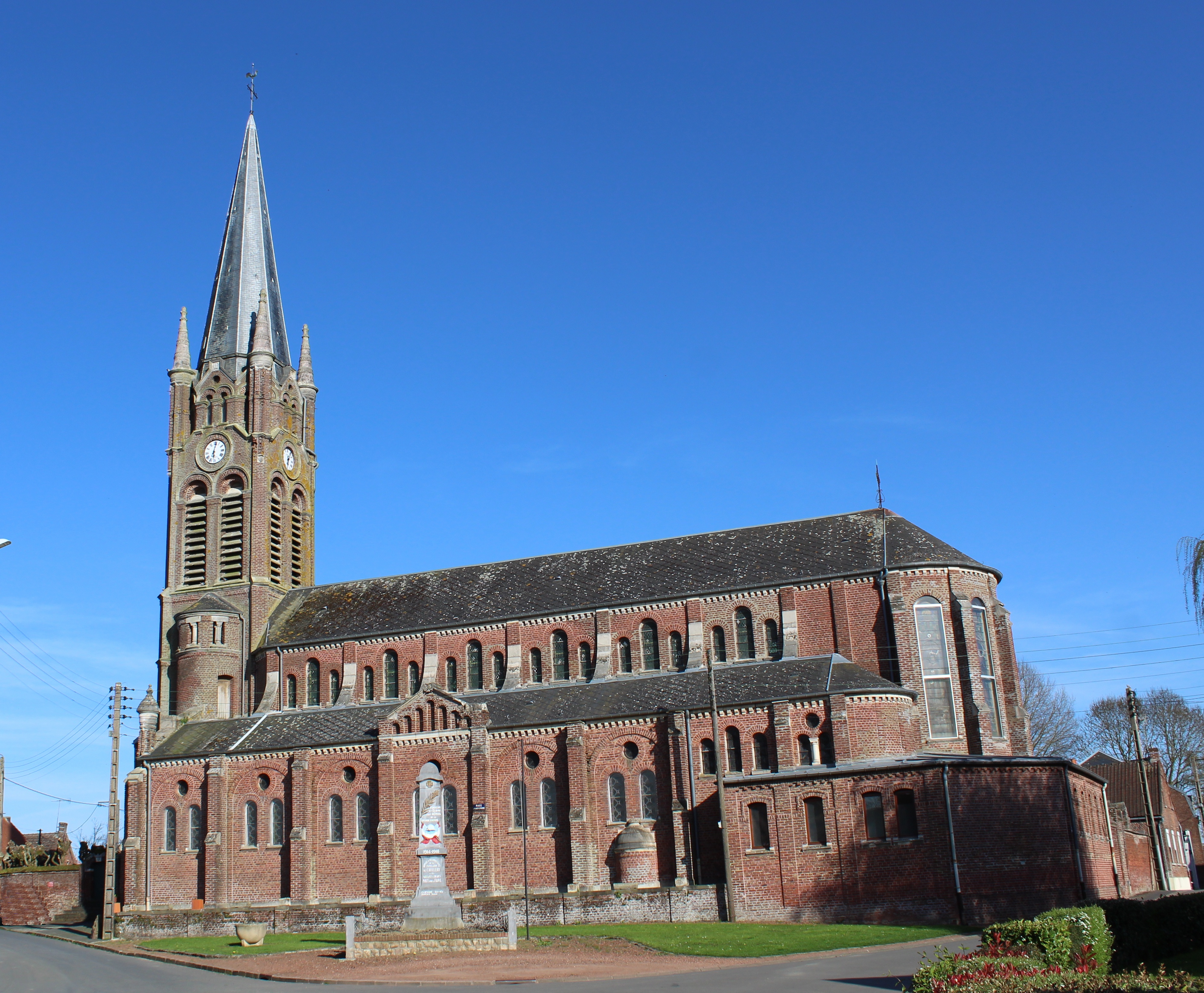
Kirche Notre-Dame de la Nativité
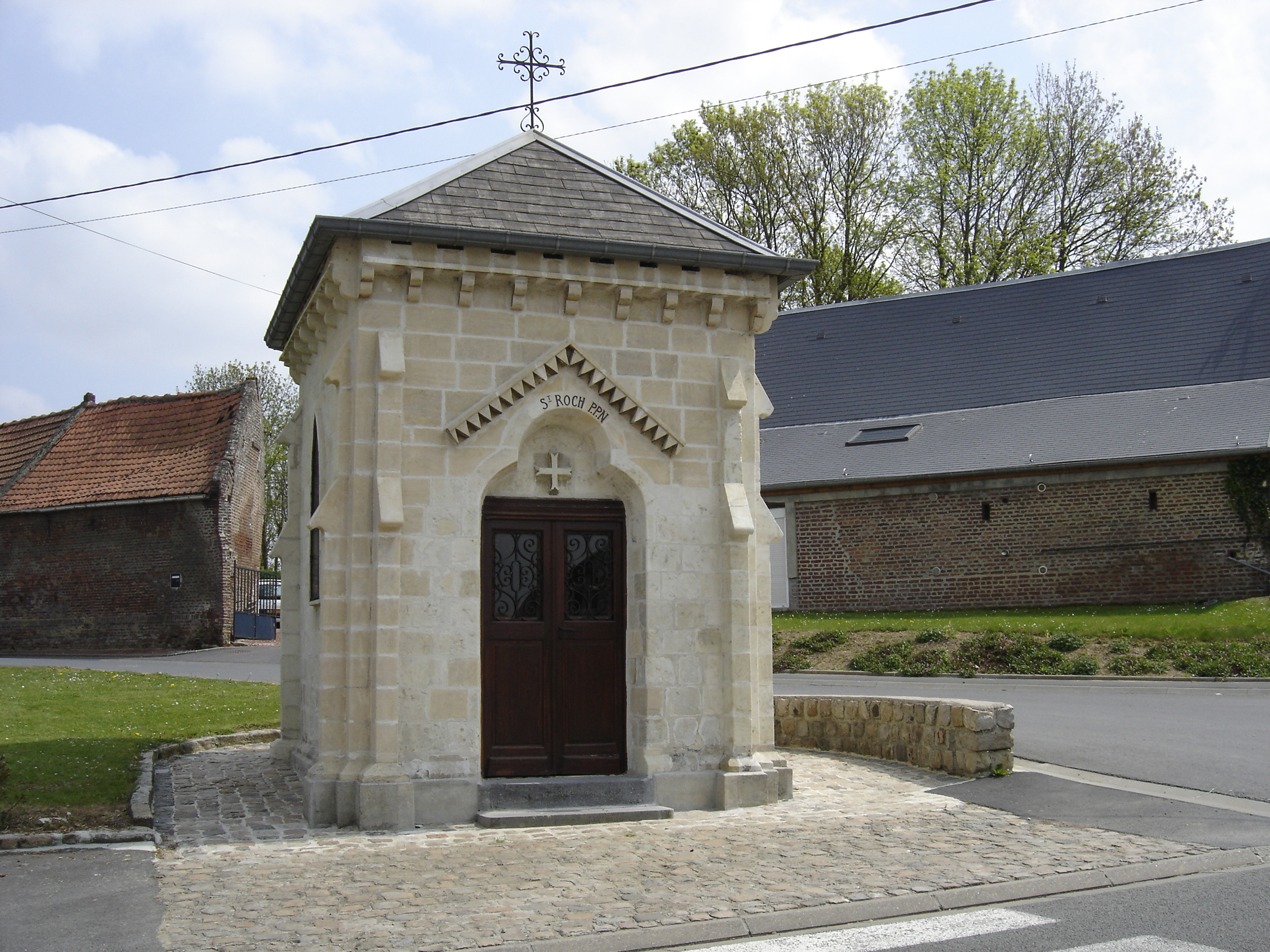
Kapelle Saint-Roch
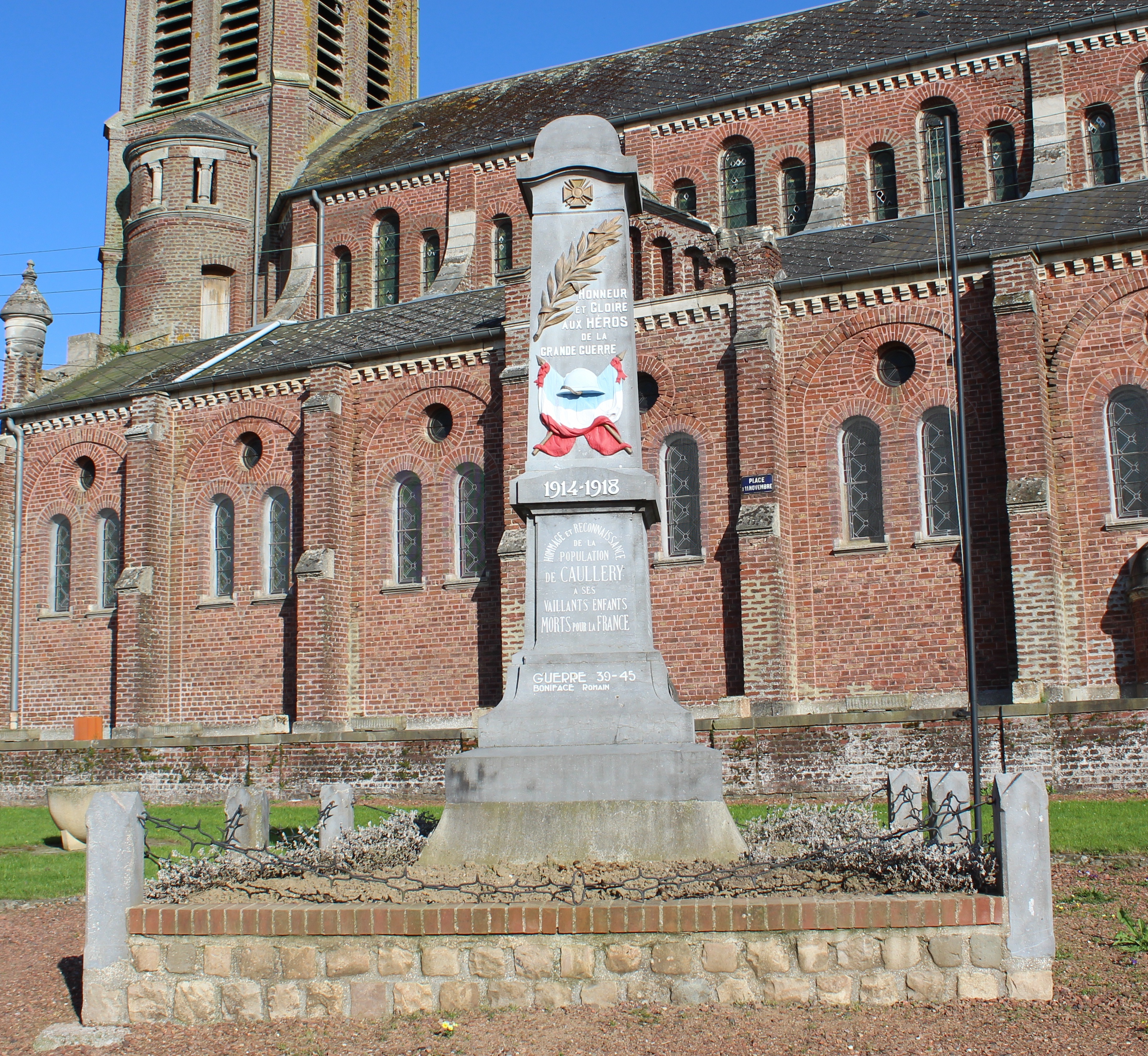
Gefallenendenkmal